# Björn Rohwer
Björn Thomas Rohwer (* 22. August 1995 in Rendsburg) ist ein deutscher Basketballspieler. Er ist 2,13 Meter groß und spielt auf der Innenposition (Center) sowie auf dem Flügel.

## Spielerlaufbahn
Rohwer durchlief die Jugendabteilung des BBC Rendsburg, begonnen hatte er seine Basketball-Laufbahn im Alter von zwölf Jahren. In der Spielzeit 2011/12 wurde er erstmals in der Herrenmannschaft des Vereins in der 2. Regionalliga eingesetzt. Von 2009 bis 2011 spielte Rohwer für den BBC in der Jugend-Basketball-Bundesliga und in der Saison 2012/13 zeitweilig für die Piraten Hamburg in der Nachwuchs-Basketball-Bundesliga.
Er wurde in den Kader der deutschen U18-Nationalmannschaft für die Europameisterschaft (B-Gruppe) 2013 berufen, die im Juli 2013 in Mazedonien stattfand und mit einem elften Platz für die Deutschen endete. Rohwer erzielte in acht EM-Spielen im Schnitt 3,1 Punkte sowie 1,6 Rebounds.
In der Saison 2013/14 gewann er mit dem BBC Rendsburg den Meistertitel in der 2. Regionalliga Nord-Nord und stieg in die 1. Regionalliga Nord auf. Nach seiner ersten Saison in dieser Spielklasse (2014/15) wurde er vom Basketball-Internetportal eurobasket.com als „Eurobasket.com All-Regionalliga North Newcomer of the Year“ ausgezeichnet.
Im Juli 2015 wurde Rohwers Wechsel zu Ratiopharm Ulm bekannt gegeben. Er stand ab der Saison 2015/16 im Ulmer Bundesliga-Aufgebot, kam aber zumeist bei den Weißenhorn Youngstars in der 2. Bundesliga Pro B zum Einsatz, für die er dank einer Doppellizenz spielberechtigt war. Am 1. Oktober 2015 gab er im Spiel gegen Alba Berlin sein Bundesliga-Debüt für Ulm. In der Saison 2016/17 gewann er mit Weißenhorn die Meisterschaft in der ProB und stieg somit in die 2. Bundesliga ProA auf. Er trug zu diesem Erfolg mit Mittelwerten von 9,8 Punkten sowie 6 Rebounds (in 29 Einsätzen) bei. Nach der Umbenennung der Mannschaft in OrangeAcademy erzielte Rohwer im Laufe des Spieljahres 2017/18 in 28 Partien der 2. Bundesliga ProA im Schnitt 10,2 Punkte sowie 4,9 Rebounds. Allerdings wurde der Klassenverbleib in der zweiten Liga verfehlt.
Im Juli 2018 wurde er vom FC Schalke 04 (Aufsteiger in die 2. Bundesliga ProA) verpflichtet. Mit 8,8 Punkten pro Spiel war er in der Saison 2018/19 viertbester Korbschütze Schalkes in der 2. Bundesliga ProA, zudem erzielte er im Schnitt 5,9 Rebounds je Begegnung. In der Sommerpause 2020 einigte er sich mit Bundesligist SC Rasta Vechta auf einen Vertrag, verpasste mit der Mannschaft als Tabellenletzter aber 2021 den Klassenerhalt. Rohwer kam im Bundesliga-Spieljahr 2020/21 auf Mittelwerte von 4 Punkten und 1,9 Rebounds pro Einsatz.
Mitte Juni 2021 vermeldete Zweitligaaufsteiger VfL SparkassenStars Bochum Rohwers Verpflichtung, im Sommer 2022 wechselte Rohwer innerhalb der Liga zu Medipolis SC Jena. Nach einem Spieljahr bei den Thüringern ging er 2023 zum Drittligisten RheinStars Köln.